# Hibiscus peterianus
Hibiscus peterianus är en malvaväxtart som beskrevs av Gürke. Hibiscus peterianus ingår i Hibiskussläktet som ingår i familjen malvaväxter. Inga underarter finns listade i Catalogue of Life.